# Carcina haemographa
Carcina haemographa är en fjärilsart som beskrevs av Edward Meyrick 1937. Carcina haemographa ingår i släktet Carcina och familjen praktmalar, (Oecophoridae). Inga underarter finns listade i Catalogue of Life.